# Mariusz Bacik
Mariusz Bacik, né le 4 janvier 1972, à Piekary Śląskie, en Pologne, est un ancien joueur de basket-ball polonais. Il évolue au poste d'ailier fort.